# Hiệp định chống mìn sát thương cá nhân Ottawa
Công ước về cấm sử dụng, tàng trữ, sản xuất và chuyển giao các loại mìn sát thương cá nhân và về sự hủy diệt của chúng, thường được gọi là Hiệp ước Ottawa hoặc Công ước cấm mìn sát thương cá nhân, là một điều ước quốc tế có mục đích loại bỏ mìn chống người trên toàn thế giới. Đến nay, có 165 quốc gia tham gia hiệp ước. Quần đảo Marshall ký nhưng không phê chuẩn hiệp ước, trong khi 32 quốc gia Liên Hợp Quốc, bao gồm Trung Quốc, Nga, Hoa Kỳ và Việt Nam không tham gia.